# Asplenium filix-mas
Asplenium filix-mas là một loài dương xỉ trong họ Aspleniaceae. Loài này được Schrad. mô tả khoa học đầu tiên năm 1802.
Danh pháp khoa học của loài này chưa được làm sáng tỏ. 